# Baccharis pohlii
Baccharis pohlii là một loài thực vật có hoa trong họ Cúc. Loài này được Deble & A.S.Oliveira mô tả khoa học đầu tiên.